# Sci di fondo ai XX Giochi olimpici invernali - Sprint maschile
Nello sci di fondo ai XX Giochi olimpici invernali la gara sprint maschile sulla distanza di 1,4 km si disputò in tecnica libera il 22 febbraio 2006, dalle ore 10:30 sul percorso che si snodava a Pragelato Plan con un dislivello massimo di 26 m; presero parte alla competizione 80 atleti. Il favorito, il norvegese Tor-Arne Hetland, cadde nei quarti di finale e non poté più competere per la vittoria; l'argento andò a sorpresa al francese Roddy Darragon.

## Risultati

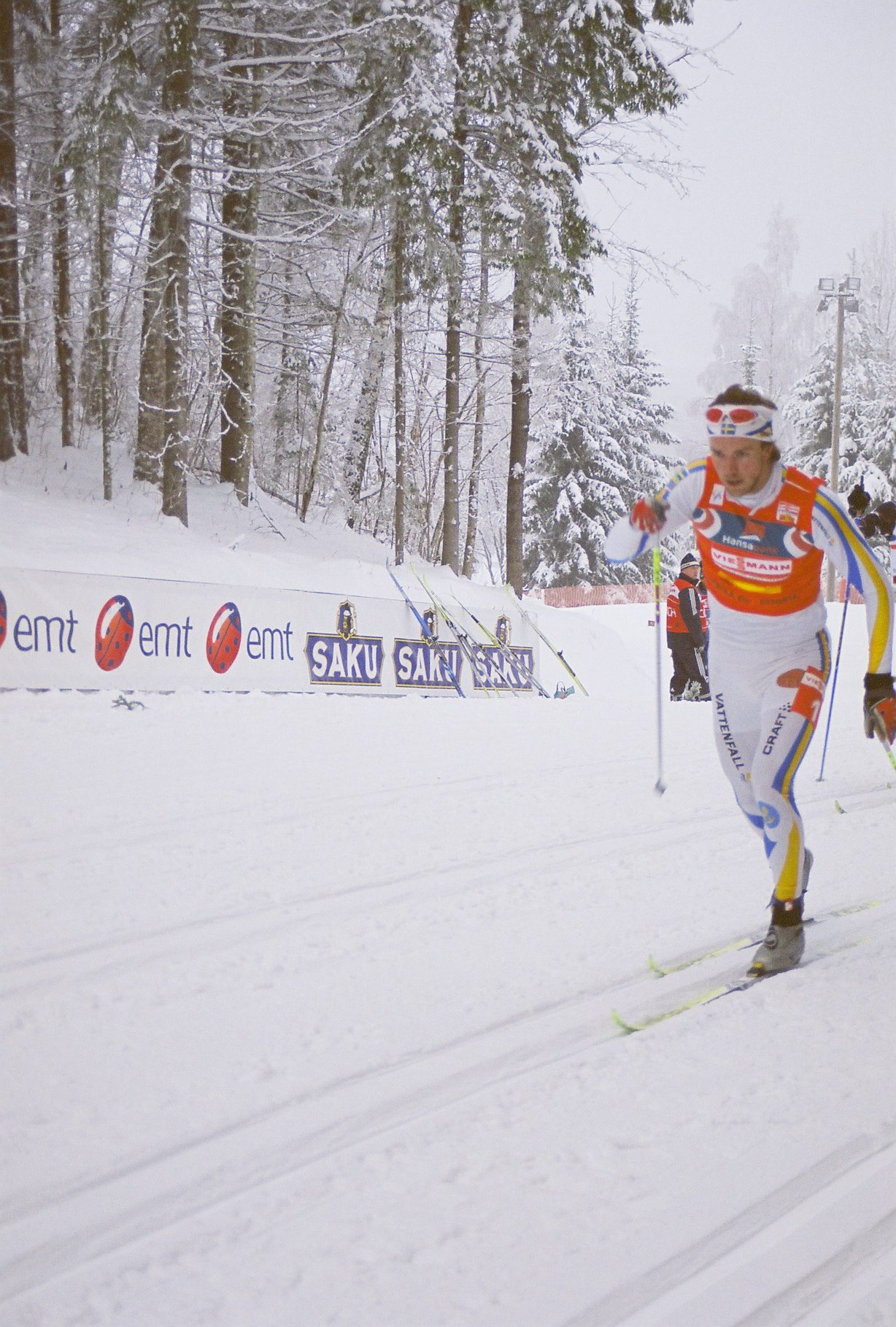
Björn Lind

### Finale A
| Posizione | Atleta              | Nazione | Tempo  |
| --------- | ------------------- | ------- | ------ |
| 1         | Björn Lind          | Svezia  | 2:26,5 |
| 2         | Roddy Darragon      | Francia | 2:27,1 |
| 3         | Thobias Fredriksson | Svezia  | 2:27,8 |
| 4         | Cristian Zorzi      | Italia  | 2:31,7 |

### Finale B
| Posizione | Atleta               | Nazione  | Tempo  |
| --------- | -------------------- | -------- | ------ |
| 5         | Freddy Schwienbacher | Italia   | 2:23,9 |
| 6         | Loris Frasnelli      | Italia   | 2:25,2 |
| 7         | Johan Kjølstad       | Norvegia | 2:25,6 |
| 8         | Anti Saarepuu        | Estonia  | 2:27,9 |